# 青いベンチ
「青いベンチ」（あおいベンチ）は、サスケの1枚目のシングルである。2004年4月7日発売。発売元はMoMoMo Records。

## 概要
サスケのデビューシングル。大宮駅前ストリートライブを中心に都内や北関東で精力的にライブ活動を行っていた。
歌詞がとても切なくて思いが伝わってくると話題になり、インディーズで、地元大宮1店舗のみでの発売ながら500枚が即日完売。その後も2ヶ月後には2000枚を突破、それでも全国各地からCDを買い求める人が後を絶たず、最終的には1店舗で5000枚を売上。その話題を聞き付けラジオ局がオンエアしたところ問合せが殺到。その結果2004年4月7日に通常盤として発売され、切ない失恋ソングとして口コミで広がり、発売から62週を経てオリコンチャート8位にランクイン。2004年のインディーズ年間で3位、2005年年間では1位を記録、トータル30万枚の売上。その後発売した1stアルバム「smile」も45万枚売上。
その後、中高生の合唱コンクールの定番ソングとなり、2008年には音楽の教科書に登場する。
2009年3月18日にアルバム『青いベンチ～好きだった...誰にも言えない恋だった～』の発売を機に、iTunesで配信をスタート。3月21日付のiTunes J-POP チャートで「青いベンチ」が1位を獲得。総合チャートでも3位を獲得。5年前に発売された旧譜がiTunesチャートで1位を獲得することとなった。
2011年、テゴマスによってカバーされる（後述）。
AWAにて、2015年度に再生された2005年以前の楽曲（洋楽邦楽問わず）で「青いベンチ」が再生回数で1位になる。
シングル/アルバム収録ver.それぞれでオケが微妙に異なりシングルの方がバッキングとハモリの音が大きくなっている。

## 収録曲
全曲 作詞・作曲：北清水雄太　編曲：関淳二郎　Song writing supported：西脇唯
1. 青いベンチ (4:01)
2. 彼女 (5:22)
3. キセキ (4:00)

## 収録アルバム

### 青いベンチ
- オリジナル『Smile』（2004年10月6日）
- オムニバス『天使が巻いたオルゴール 〜やさしいキスをして〜』（2005年5月18日）
- オムニバス『2005 J-POP Best Collection Vol.1』（2005年6月15日）
- ベスト『青いベンチ〜好きだった…誰にも言えない恋だった〜』（2009年3月18日）
- 6thシングル『青いベンチ-10th Anniversary-』完全数量生産限定（2014年6月25日）

## テゴマスによるカバー シングル
『青いベンチ』（あおいベンチ）は、日本のボーカルユニット・テゴマスの5枚目のシングル。発売元はジャニーズ・エンタテイメント。
前作『七夕祭り』から、およそ1年7か月ぶりのシングル。
初回限定盤・通常盤の2形態リリース。初回限定盤は、PV+メイキングを収録したDVD付仕様。

### 収録曲

#### CD

##### 通常盤
1. 青いベンチ
作詞・作曲：北清水雄太、編曲：石塚知生
  - テレビ朝日系『お願い!ランキング』2月度エンディングテーマ[2]
2. 青いベンチ（Acoustic Ver.）
編曲：渡辺拓也・林部直樹
  - 本作の表題曲のアコースティックバージョン
3. 卒業アルバム

##### 初回限定盤
1. 青いベンチ
2. 青いベンチ（オリジナル・カラオケ）

#### DVD
※初回限定盤のみ
1. 「青いベンチ」Music Clip & Making

## その他のアーティストによるカバー
- 丸本莉子 - アルバム『COVER SONGS』（2018年2月28日）に収録。
- Lefty Hand Cream - アルバム『1LDK』（2020年1月20日）に収録。
- 入野自由 - アルバム『[Re:collection] HIT SONG cover series feat.voice actors 〜00's-10's EDITION〜』（2022年7月27日）に収録。
- 高木さん（高橋李依） - スマートフォンゲーム『からかい上手の高木さん キュンキュンレコーズ』に収録。

- 長尾景、弦月藤士郎-にじさんじ所属の長尾景、弦月藤士郎が所属ユニットVΔLZの1stライブ一唱入魂で披露、2024年1月24日発売のBlu-ray「一唱入魂」に収録。